# Mdhilla
Mdhilla (arabe : المظيلة) est une ville du sud-ouest de la Tunisie située à une dizaine de kilomètres au sud de Gafsa.
Rattachée au gouvernorat de Gafsa, elle constitue une municipalité comptant 12 814 habitants en 2014.
Elle s'est développée au cours du XXe siècle grâce à l'exploitation des phosphates. Une ligne ferroviaire y a été construite et fait partie d'un réseau rayonnant à partir de Gafsa appelé « Étoile minière ». Une usine de transformation locale des phosphates est exploitée par le Groupe chimique tunisien.